# Alain Levoyer
Alain Levoyer, né le 20 septembre 1940 à Nantes où il est mort le 10 mars 2017,, est un homme politique français.

## Biographie

### Vie professionnelle
Titulaire d'une maîtrise de droit public et de droit privé, il est notaire de 1971 à 2006.

### Carrière politique
Il est d'abord suppléant de Hervé de Charette à partir de 1988 avant de le remplacer à l'Assemblée nationale lorsqu'il est nommé ministre des Affaires étrangères en 1993.
Lors des élections législatives de 2012, il soutient le candidat sans étiquette André Martin contre celui dont il fut le suppléant, Hervé de Charette.
Il est président de l'Association nationale des anciens députés de novembre 2011 à sa mort et membre du bureau de l'Association européenne des anciens parlementaires pour la mandature 2012-2014.

## Mandats électifs
- Député de la sixième circonscription de Maine-et-Loire (1993-1997)
- Maire de Champtoceaux (1971-2001), puis maire honoraire (2001-2017)